# International Graduate Centre for the Study of Culture
Das International Graduate Centre for the Study of Culture (GCSC) an der Justus-Liebig-Universität Gießen wurde im Jahr 2006 durch seinen Direktor Ansgar Nünning gegründet. Nachdem es im Jahr 2006 als eine der ersten geisteswissenschaftlichen Einrichtungen im Rahmen der Exzellenzinitiative des Bundes und der Länder durch ein strukturiertes Promotionsprogramm mit klarem kulturwissenschaftlichem Forschungsprofil überzeugte, wurde das Zentrum 2012 in die zweite Förderphase der Exzellenzinitiative aufgenommen.
Das GCSC ist Teil des Gießener Graduiertenzentrums Kulturwissenschaften (GGK), das bereits 2001 gegründet wurde und als „Pioniermodell für die Reform der deutschen Doktorandenausbildung“ diente. Während das GGK sich mit einem Basisprogramm an alle Promovierenden der JLU in den sozial-, kultur- und geisteswissenschaftlichen Fachbereichen wendet, hat das GCSC eine internationale Ausrichtung sowie einen hohen Anteil internationaler Promovierender. Es fördert Diversität und Chancengleichheit. Das Zentrum vergibt jedes Jahr bis zu 13 Stipendien.

## Hauptziele
Hauptziele des GCSC sind die Etablierung idealer Promotionsbedingungen, die Entwicklung neuer kulturwissenschaftlicher Ansätze und Methoden sowie das Erlangen einer Vorreiterrolle in der internationalen kulturwissenschaftlichen Forschung und der weitere Aufbau langfristiger Kooperationen mit internationalen Graduiertenschulen.  In der zweiten Förderphase wird zudem ein strategisches Qualifikationsprogramm für Postdoktoranden entwickelt.

## Forschung
In acht verschiedenen Forschungsbereichen (sogenannten Research Areas) widmet sich das wissenschaftliche Programm der Erforschung der Kultur.

### Research Areas
- Research Area 1: Cultural Memory Studies
- Research Area 2: Cultural Narratologies
- Research Area 3: Cultural Transformation and Performativity Studies
- Research Area 4: Visual and Material Culture Studies
- Research Area 5: Media and Multiliteracy Studies
- Research Area 6: Cultural Identities
- Research Area 7: Global Studies and Politics of Space
- Research Area 8: Cultures of Knowledge, Research, and Education

Zudem wird in verschiedenen Arbeitsgruppen zu sogenannten emerging topics der kulturwissenschaftlichen Forschung gearbeitet.  Am GCSC wird dabei konzeptbasierte study of culture betrieben, die interdisziplinär und international ausgerichtet ist.

## Strukturiertes Studienprogramm
Unter dem Motto „Promovieren mit System“ steht das strukturierte, holistische Studienprogramm des GCSC:  Es führt seine Doktoranden mit verschiedenen Veranstaltungsformaten wie Grund- und Aufbaukurs Promotion, Workshops, Gastvorträgen, Keynote Lectures, Masterclasses und Disputationskursen vom ersten Semester bis zur Disputation. Durch das Teaching Centre erhalten die Doktoranden Unterstützung in der Lehre, der Career Service bereitet sie auf Karrieren nach der Promotion vor. Das Programm ist „auf die Bedürfnisse der Zielgruppen abgestimmt und trägt damit zur Verkürzung der Promotionszeiten bei“.

## Veranstaltungen
Neben dem Studienprogramm veranstaltet das GCSC verschiedene Veranstaltungen: jährlich bietet der Karrierekongress unter einem anderen Thema den Promovierenden Orientierung für das spätere Berufsleben. Am Information Day können sich interessierte Studierende über eine mögliche Promotion in den Kulturwissenschaften informieren.  Darüber hinaus veranstaltet das GCSC abwechselnd mit verschiedenen Partneruniversitäten im Rahmen der European Summer School in Cultural Studies (ESSCS). Im Jahr 2013 fand die vom GCSC organisierte Summer School im Rahmen der Ruhrtriennale statt.

## Nationale und internationale Partner und Netzwerke
Das GCSC ist in verschiedene internationale Netzwerke mit anderen Universitäten (z. B. Stanford University, Katholische Universität Portugal, Macquarie University, Sydney) eingebunden.  Das GCSC pflegt zudem Partnerschaften zu universitären und außeruniversitären Einrichtungen; wie beispielsweise dem Centre for 21st Century Studies (C21), Wisconsin-Milwaukee, dem Forschungszentrum Gotha für kultur- und sozialwissenschaftliche Studien, dem Deutschen Literaturarchiv Marbach sowie dem Leibniz-Institut für Europäische Geschichte. Gemeinsam mit den Universitäten Stockholm, Bergamo, Helsinki, Lissabon und Graz betreibt es das europäische Promotionsprogramm European PhDNetwork „Literary and Cultural Studies“. 2014 wurde das GCSC in das transatlantische Graduiertenprogramm IGHERT des Consortium of Humanities Centers and Institutes eingebunden, das sich die Förderung kollaborativer internationaler Forschung in den Geisteswissenschaften zur Aufgabe gemacht hat.

## Publikationen
Das Rezensionsportal KULT_online informiert über kulturwissenschaftliche Neuerscheinungen und bietet Promovierenden und Postdocs bereits früh Publikationsmöglichkeiten. Zudem erscheinen die hauseigenen Publikationsreihen Concepts for the Study of Culture im Verlag Walter de Gruyter und die Reihen Contributions to the Study of Culture und English Literary and Cultural History im Wissenschaftlichen Verlag Trier.